# 本多忠利 (挙母藩主)
本多 忠利（ほんだ ただとし）は、江戸時代前期から中期にかけての大名。陸奥国石川藩主、三河国挙母藩主。官位は従五位下・山城守、長門守。

## 生涯
寛永12年（1635年）、本多忠義の次男として誕生した。寛文2年（1662年）11月25日、兄で陸奥白河藩主の本多忠平により1万石を分与され石川藩を立藩し、その初代藩主となった。
寛文11年（1671年）4月25日に奏者番と寺社奉行を兼任する。しかし延宝4年（1676年）12月25日に両職を辞任している。天和元年（1681年）9月15日に三河挙母藩に移封される。
元禄13年（1700年）5月8日に死去した。享年66。嗣子が無かったため、婿養子の忠次（長府藩主・毛利綱元の次男で養子入籍前の本名は毛利匡英）が跡を継いだ。

## 系譜
- 父：本多忠義（1602年 - 1676年）
- 母：法光院 - 森忠政の娘
- 室：不詳
  - 女子：本多忠次正室
  - 女子：冨姫 - 本光院、本多忠常の養女、黒田吉之正室
- 養子
  - 男子：本多忠寄（1662年 - 1690年） - 本多忠義の七男
  - 男子：本多忠次（1679年 - 1711年） - 毛利綱元の次男